# Te (kana)
En l'escriptura japonesa, els caràcters て (hiragana) i テ (katakana) són dues mores o kanes, que ocupen la 19a posició en el sistema modern d'ordenació alfabètica gojūon (五十音), entre つ i と; i el 35è en el poema iroha, entre l'え i l'あ. En la taula a la dreta, que segueix l'ordre gojūon (per columnes, i de dreta a esquerra), es troba en la quarta columna (た行,«columna TA») i la quarta fila (え段,«fila E»). En fonologia, una mora és la unitat superior al segment i inferior a la síl·laba.
Tant て com テ provenen del kanji 天. Poden dur l'accent dakuten: で, デ. Existeix una versió hentaigana de て, que prové del kanji 帝.

## Romanització
Segons els sistemes de romanització Hepburn modificat, Kunrei-shiki i Nihon-shiki:
- て, テ es romanitzen com a«te».
- で, デ es romanitzen com a«de».

## Escriptura
|  | El caràcter て s'escriu amb un traç, que consisteix en una línia horitzontal encara que lleugerament ascendent seguida d'una corba en forma de C. |
|  | El caràcter テ s'escriu amb tres traços: 1. Traç horitzontal. 2. Traç horitzontal a sota del primer. 3. Traç corb que comença en la part mitjana del segon i es corba cap avall a l'esquerra. Els caràcters テ i デ poden anar acompanyats de la versió petita del caràcter イ (ィ) o dels caràcters amb y (ャ, ュ, ョ) per formar les síl·labes ti, di, tya, …, dyo per transcriure paraules preses d'altres idiomes. Per exemple, デュアル (dyuaru, transcripció de l'anglès dual, que es pronuncia diúal) |

## Altres representacions
| て / テ in braille japonès:    | て / テ in braille japonès:                                 | て / テ in braille japonès:                                  | て / テ in braille japonès:                                                               |
| ------------------------------ | ----------------------------------------------------------- | ------------------------------------------------------------ | ----------------------------------------------------------------------------------------- |
| て / テ te                     | で / デ de                                                  | てい / テー tē/tei                                           | でい / デー dē/dei                                                                        |
| ⠟ (braille pattern dots-12345) | ⠐ (braille pattern dots-5) · ⠟ (braille pattern dots-12345) | ⠟ (braille pattern dots-12345) · ⠒ (braille pattern dots-25) | ⠐ (braille pattern dots-5) · ⠟ (braille pattern dots-12345) · ⠒ (braille pattern dots-25) |

- Alfabet fonètic: 「手紙のテ」 (»el te de tegami», on tegami vol dir carta)
- Codi Morse: ・－・－－[6]